# Hanna Wehr
Hanna Wehr z domu Cohn (ur. 7 września 1926 w Warszawie, zm. 9 października 2022 tamże) – polska biochemik pochodzenia żydowskiego.

## Życiorys
Urodziła się w rodzinie żydowskiej jako córka Józefa Cohna (1898–1945/1946) i Balbiny z domu Lewin (1898–1977). Podczas II wojny światowej przebywała w getcie warszawskim, z którego uciekła wraz z matką w 1943 r. Ukrywały się do końca wojny u zaprzyjaźnionej rodziny Sienieńskich (Władysławy wraz z córkami Janiną i Zofią – na wniosek Hanny Wehr otrzymały one tytuł Sprawiedliwych wśród Narodów Świata).
Po zakończeniu wojny ukończyła studia na Akademii Medycznej w Warszawie (1952). Została pracownikiem naukowym Zakładu Genetyki Instytutu Psychiatrii i Neurologii. Specjalizowała się w biochemii i diagnostyce laboratoryjnej. Habilitowała się w 1970 r., a w 1990 r. uzyskała tytuł profesora nauk medycznych.

## Wybrane publikacje
- Z dziejów biochemii lekarskiej w Warszawie 1916–1999 (2002; współautor, ISBN 83-903580-5-0)
- Ze wspomnień (2001; ISBN 0-9688429-1-7)